# Mura di Aosta

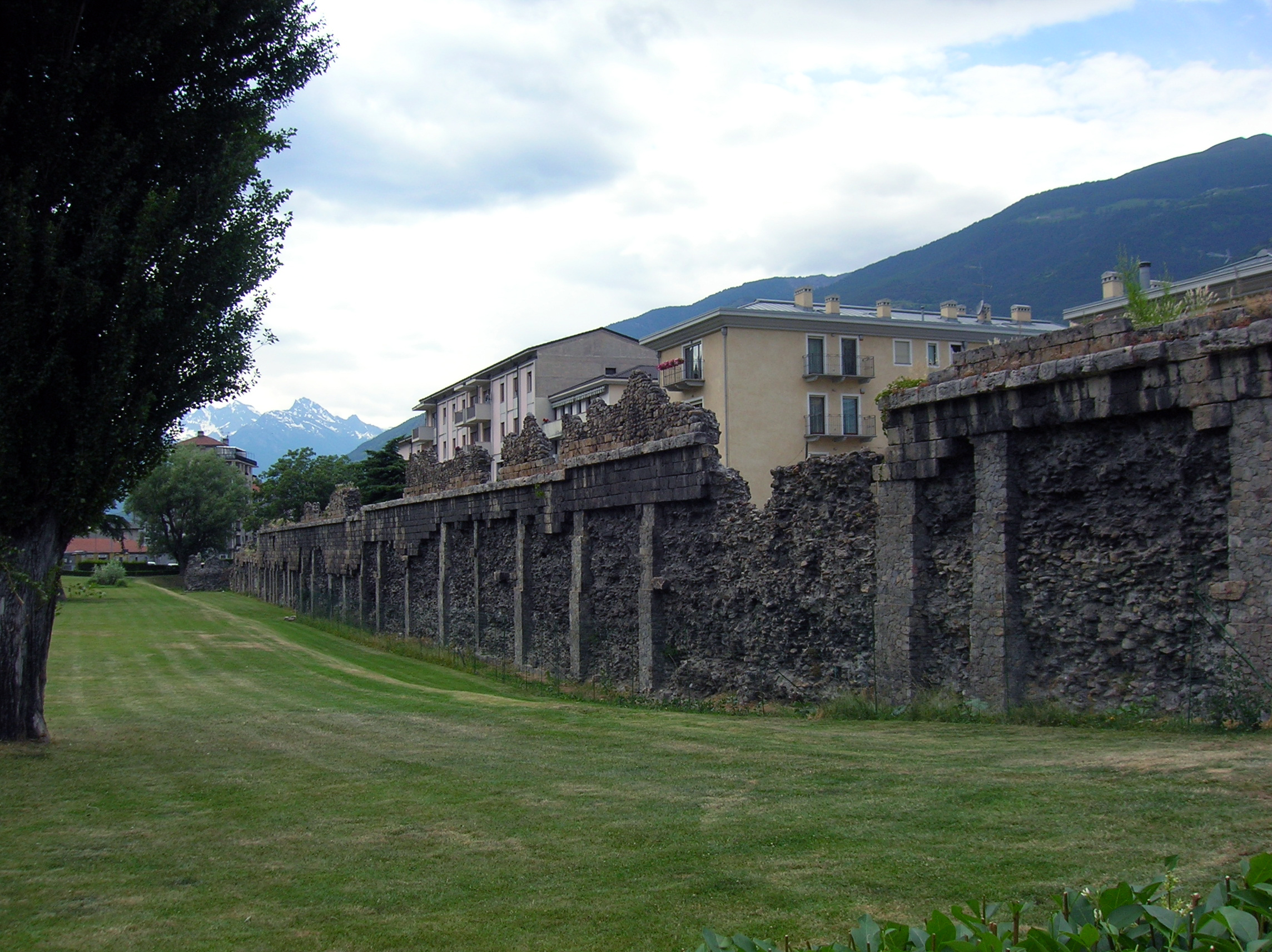
Le mura meridionali

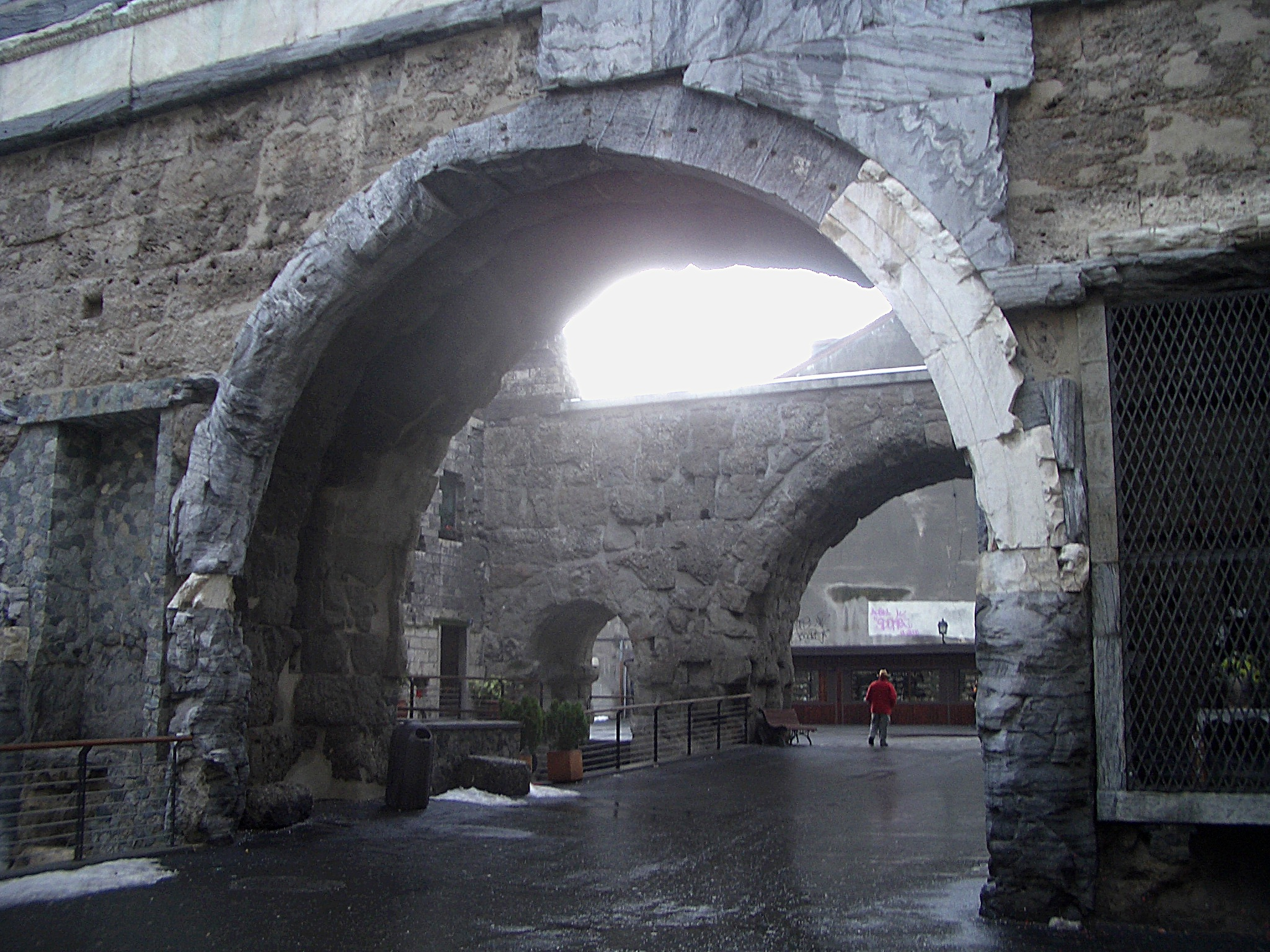
Cinta muraria: la Porta Praetoria.

Le mura di Aosta sono un sistema difensivo della città di Aosta risalenti, nel loro impianto generale, all'epoca romana.

## Storia
La cinta muraria che in epoca romana proteggeva Augusta Praetoria (antico nome della città) si è conservata quasi intatta. Il rettangolo delle mura misurava 727,50 metri sui lati lunghi e 574 su quelli corti. Sul lato orientale del perimetro si apriva la Porta Praetoria, su quello occidentale la Porta Decumana. Sul lato nord si trovava la Porta Principalis Sinistra, sul lato sud la Porta Principalis Dextera. Tra le prime due correva il Decumanus Maximus, tra le seconde il Cardo Maximus. L'opera è costituita da un solido muro in malta cementizia e ciottoli di fiume spesso alla base circa 1,90 metri e rivestito verso l'esterno da blocchetti e lastre di travertino. In origine raggiungeva un'altezza di 6 metri e mezzo ed era rinforzato da contrafforti e da un muro di controscarpa, un parapetto delimitava il cammino di ronda.
Oggi la cinta muraria è in parte inglobata in altri edifici moderni, ma molti tratti sono ancora visibili dall'esterno e dall'interno. È percorribile diametralmente tramite una passeggiata di 3 chilometri.